# Kikiki huna
Kikiki huna är en stekelart som beskrevs av Huber 2000. Kikiki huna ingår i släktet Kikiki och familjen dvärgsteklar. Inga underarter finns listade i Catalogue of Life.